# 罗塘乡 (万安县)
罗塘乡，是中华人民共和国江西省吉安市万安县下辖的一个乡镇级行政单位。

## 行政区划
罗塘乡下辖以下地区：
罗塘乡社区、罗塘村、村背村、劳港村、晓瑞村、奇富村和嵩阳村。